# Franc Šbül
Franc (Fran) Šbül (mađarski: Sbüll Ferenc) (Turnišče, 26. srpnja 1825. – Velikih Dolenci, 12. kolovoza 1864.) bio je slovenski pjesnik i rimokatolički svećenik u Mađarskoj.
U njegovu rodnu mjestu Turnišću u Slovenskoj krajini (Prekmurje, danas Slovenija). Roditelji su bili Franc Šbül i Magdalena Barbarič. Završio je osnovnu školu, a dodatno se obrazovao u Kisegu (Kőszeg) i Sambotelu (Szombathely). Do 1848. godina proučava teologiju u Beču u seminaru Pazmaneum (utemeljio kardinal Péter Pázmány u 17. stoljeću). Bio je tajnik jednoga književnoga društva gdje je upoznao hrvatske, mađarske, njemačke, slovačke i slovenske umjetnike.
1858. – 1864. godine svećenik je u Dolencima (danas Slovenija, mađarski Nagy-Dolincz kasnije Dolány). Umro je u 39. godini života.
Šbül je pisao pjesme na prekomurskom jeziku te čitao francusku, njemačku, grčku i latinsku književnost te sastavljao mađarske novine Religio.